# Distretto di Dawlatabad
Il distretto di Dawlatabad è un distretto dell'Afghanistan appartenente alla provincia di Balkh. Viene stimata una popolazione di 47 813 abitanti (stima 2016-17).